# غادة جمال (إعلامية)
غادة جمال هي أولُ مقدمةُ برامج ليبيا تظهر على قناة تلفزيونية غير ليبية. بُث برنامجها «هدرزة» لأول مرة على قناة جرس التلفزيونية لبنان، ثم قامت القناة الليبية بشراء برنامجها عام 2008.
عاشت غادة مُعظم حياتها في ليبيا. حضرت تدريبًا في مركز تدريب قناة الجزيرة في قطر، ثم ذهبت إلى لبنان وظهرت مقدمةً للبرامج في تلفزيون جرس. اختفت بعدة لعدة أشهر ثم ظهرت خلال شهر رمضان عام 2006 مع برنامجها «هدرزة»، والتي تعني الدردشة باللهجة الليبية.